# Mērsrags
El municipi de Mērsrags (en letó: Mērsraga novads) és un dels 110 municipis de Letònia, que es troba localitzat a l'est del país bàltic, i que té com a capital la localitat de Mērsrags. El municipi va ser creat l'any 2011 després de la reorganització territorial.

## Geografia
El municipi està ubicat a la plana costanera d'Engure, un sector de terres baixes. El punt més alt de la divisió administrativa es troba a la zona oest, i que està situat 20 metres per sota el nivell del mar.

## Població i territori
La seva població està composta per un total de 1.832 persones (2011). La superfície del municipi té uns 109 kilòmetres quadrats, i la densitat poblacional és de 16,8 habitants per kilòmetre quadrat, segons dades del 2011.